# Dionís Bennássar
Dionís Bennàssar Mulet (Pollensa, 3 de abril de 1904 - Palma de Mallorca, 12 de diciembre de 1967) fue un pintor español.

## Biografía
Era hijo de una familia de campesinos. De niño demostró ser un niño inquieto y un importante interés por el dibujo. Llegada la edad de la adolescencia y con ayuda de sus padres, decidió marcharse a Palma de Mallorca a recibir clases de pintura, las cuales alternaría con el trabajo de mecánico, para poder pagarse los estudios. Su formación académica fue corta, ya que no compartía las inquietudes clasicistas, y volvió a Pollensa.
Se alistó al ejército a los dieciocho años y fue enviado a la guerra de Marruecos. Allí fue herido en la clavícula, hecho que le dañó gravemente el brazo derecho. Fue de esta manera como pasó a formar parte del Cuerpo de Inválidos de Guerra, hecho que le proporcionó cierta estabilidad económica y le permitió dedicarse exclusivamente a la pintura.
Hacia los años veinte entró en contacto con el grupo de artistas que venían a Pollensa buscando la inspiración del paisaje: de esta manera conoció la pintura de Anglada Camarasa, de la cual quedó maravillado. Fue así como conoció al pintor argentino Tito Cittadini (1886-1960), de quien se hizo gran amigo y discípulo, y con quien compartió muchos ratos de pintura y charlas.
Dionís Bennàssar participaba activamente en la vida social y cultural del pueblo. Era un personaje popular y apreciado, y en muchas ocasiones se le veía en el bar Juma, donde disfrutaba de las charlas con sus contertulianos. Fue un artista que disfrutaba de su pueblo y de su gente. Debido a este hecho y por motivos de salud, no partió de Pollensa, aunque no le faltaron oportunidades.
En 1940 realizó una exposición individual en la Galería Costa de Palma, presentado por su amigo Tito Cittadini, quien dijo:

Su arte es alguna cosa más que retórica; es sensibilidad, palpitación, belleza, en el sentido aristocrático de la palabra.
Tito Cittadini

El éxito de la exposición le proporcionó el reconocimiento de la crítica. A partir de aquí empezó a disfrutar de una mejor situación económica. En 1943 se casó con Catalina Vicens, pianista e hija de músico, y en 1945 nació su único hijo, Antonio.
Dionís Bennàssar acostumbraba a pintar paisajes rurales, marinas, escenas costumbristas, retratos, así como también temáticas más personales: escenas mitológicas, caricaturas, etc. Veraneaba en la Cala San Vicente junto con su familia, y en muchas ocasiones partía con las barcas de pescadores a pintar por las costas de los alrededores. Son muy abundantes sus pinturas de fondos marinos.
Durante toda su vida luchó para perfeccionar su técnica. Llegó a su etapa de madurez con un estilo muy personal, donde se refleja su desbordante imaginación. Con un espléndido cromatismo buscó la expresión a través del color, mediante una pincelada pastosa y suelta.
Participó y obtuvo premios y distinciones en el Certamen de Pintura de Pollensa.
Su obra ha sido exhibida en numerosas ciudades, tanto de Mallorca como del resto de España. En 1981 fue proclamado Hijo Ilustre de Pollensa.